# (1652) Hergé
(1652) Hergé – planetoida z pasa głównego asteroid okrążająca Słońce w ciągu 3 lat i 139 dni w średniej odległości 2,25 au. Została odkryta 9 sierpnia 1953 roku w Observatoire Royal de Belgique w Uccle przez Sylvaina Arenda. Nazwa planetoidy pochodzi od Hergé (1907–1983), belgijskiego rysownika komiksów. Przed nadaniem nazwy planetoida nosiła oznaczenie tymczasowe (1652) 1953 PA.